# 陳令智
陳令智是前香港芭蕾舞團舞團的主要舞者，現為香港電影及舞台劇女演員。母親為英國人。與香港導演陳耀成長期合作，1992年以《浮世戀曲》獲得金馬獎最佳女主角。飾演一名香港女舞蹈家寫信給瑞典女星麗芙·塢曼（Liv Ullman）批評香港驅逐越南難民（boat people）的政策。她曾獲台灣金馬獎（第29屆最佳女主角）及葡萄牙銅茶花最佳女演員獎。她近年成為瑜伽老師。
陳令智是中英混血兒，曾主演吴仲賢的故事（2002年）飾演吴仲賢前女友。

## 歷年作品
- 大同：康有為在瑞典（2011年）
- 吴仲賢的故事（2002年）
- 情色地圖（2001年）
- 槍王 (2000)
- 錯愛（1994年）
- 天台的月光（1993年）
- 浮世戀曲 （1992年）
- 香港電台《獅子山下》變奏之前（1992年）
- 舞牛（1990年）
- 最佳拍檔（1982年）

## 外部連結
- 陳令智在互联网电影资料库（IMDb）上的資料（英文）
- 在AllMovie上陳令智的頁面（英文）
- 陳令智在香港影庫上的簡介
- 陳令智在豆瓣上的资料（简体中文）
- 陳令智在时光网上的簡介（简体中文）